# نازارنو کلمبو
نازارنو کلمبو (انگلیسی: Nazareno Colombo؛ زادهٔ ۲۰ مارس ۱۹۹۹) بازیکن فوتبال اهل آرژانتین است. 
از باشگاه‌هایی که در آن بازی کرده‌است می‌توان به باشگاه فوتبال استودیانتس اشاره کرد.
وی همچنین در تیم ملی فوتبال زیر ۲۰ سال آرژانتین بازی کرده است.